# 五十嵐久也
五十嵐 久也（いがらし ひさや、1940年1月11日 - 2019年12月10日 ）は、日本の実業家。三井住友建設代表取締役社長を経て、芝浦工業大学理事長。

## 人物・経歴
北海道出身。
芝浦工業大学工学部建築学科卒業。
1964年4月 鹿島建設入社。1996年10月 関西支店副支店長を経て、1997年6月 取締役に昇格。2001年6月 常務取締役。2002年6月 常務取締役横浜支店長。2005年6月 顧問。
2006年2月より大和証券SMBCプリンシパル・インベストメンツの顧問に就任。
2006年6月から三井住友建設代表取締役社長兼執行役員社長を務め、経営再建にあたった。2010年4月 三井住友建設 取締役相談役。
2002年10月 学校法人芝浦工業大学の評議員に就任。2003年6月 芝浦工業大学の理事に就任。2010年6月から芝浦工業大学理事長を務め、ガバナンス改革などを進めた。
2019年12月10日 悪性リンパ腫により死去、79歳没。